# Sarah Friedland
Sarah Friedland (1992) è una regista e sceneggiatrice statunitense.

## Biografia
Laureata in scienze della comunicazione e nuovi media all'università Brown, ha mosso i primi passi nel mondo del cinema come assistente di produzione per i registi Kelly Reichardt e Steve McQueen. Interessata alla coreografia, nei suoi film ha cercato di fondere arti visive ed arti performative, come nella Movement Exercises Trilogy, un trio di cortometraggi (Home Exercises, Drills, Trust Exercises) a metà tra cinema e installazione artistica realizzati tra il 2017 e il 2022, nei quali, secondo la rivista Filmmaker: «esplora come il movimento contestualizzato in un ambiente specifico veicoli precisi messaggi personali, sociali e politici».
Ha proseguito questo discorso nel suo primo lungometraggio, Familiar Touch (2024), concepito mentre lavorava come caregiver per persone anziane affette da demenza. Si è ispirata a quanto aveva osservato in sua nonna paterna, trasferita in una casa di cura al manifestarsi della condizione: «provengo da una famiglia intellettuale che ha sempre posto l'eloquio al sopra di ogni altra forma di sapere e di relazionarsi. Ho notato che mano a mano che [la nonna] diventava sempre meno verbale, avevamo preso a parlare di lei come se fosse sempre meno presente. Ma da persona che lavora col movimento del corpo, per me era ancora così presente attraverso altre forme di creazione di senso, come il tatto o attraverso il ritmo del modo in cui si dondolava. Era solo un modo diverso di esprimere sé stessa». Ha coinvolto nella realizzazione del film pazienti e infermieri della casa di riposo dove il film era girato, coinvolgendoli nella creazione dei loro personaggi oltre a farli recitare. Nelle intenzioni della regista, «volevo fare un film su una donna anziana che non parlasse solo di senilità e morte, ma fosse interessato anche alle sue esperienze una volta fuori dalla forza lavoro [...] ai suoi desideri e ai cambiamenti operati nella sua percezione di sé in una casa di cura, senza che questo luogo la definisse per forza».
Il film è stato premiato all'81ª Mostra del cinema di Venezia, tra cui con il Leone del futuro per il miglior esordio e col premio Orizzonti per la miglior regista. Nel suo discorso di accettazione per il primo di questi, Friedland ha commentato dopo i ringraziamenti di rito:
Come artista ebrea americana attiva nei time-based media, accetto questo premio nel 336º giorno del genocidio di Israele a Gaza e nel 76º anno dell'occupazione. È nostra responsabilità come registi utilizzare le piattaforme istituzionali in cui lavoriamo per affrontare l'impunità di Israele sulla scena globale. Esprimo la mia solidarietà verso il popolo palestinese e la loro lotta di liberazione.
La sua dichiarazione è stata accolta con un'ovazione al Palazzo del Cinema di Venezia e ripresa da varie testate a livello internazionale, ottenendo ampia risonanza sui social media.

## Filmografia

### Cortometraggi
- Hide and Seek (2016)
- Home Exercises (2017)
- CROWDS (2019)
- Drills (2020)
- Trust Exercises (2022)

### Lungometraggi
- Familiar Touch (2024)

## Riconoscimenti
- Mostra internazionale d'arte cinematografica
  - 2024 – Leone del futuro - Premio Venezia opera prima "Luigi De Laurentiis" per Familiar Touch
  - 2024 – Premio Orizzonti per la miglior regia per Familiar Touch